# 132 Etra
132 Etra (mednarodno ime 132 Aethra) je asteroid tipa M v glavnem asteroidnem pasu.
Na svoji poti okrog Sonca prečka tudi Marsov tir.

## Odkritje
Asteroid je 13. junija 1873 odkril kanadsko-ameriški astronom James Craig Watson (1838–1880).
Poimenovan je po Etri, materi Tezeja iz grške mitologije.

## Značilnosti
Asteroid Etra obkroži Sonce v 4,22 letih. Njegov tir ima izsrednost 0,388, nagnjen pa je za 25,030° proti ekliptiki. Njegov premer je 42,87 km, okrog svoje osi pa se zavrti v 5,168 h.
Je prvi odkriti asteroid, ki prečka Marsov tir. Po obliki je zelo podolgovato oziroma nepravilno telo.